# Cullen corylifolium
Cullen corylifolium är en ärtväxtart som först beskrevs av Carl von Linné, och fick sitt nu gällande namn av Friedrich Casimir Medicus. Cullen corylifolium ingår i släktet Cullen, och familjen ärtväxter. Inga underarter finns listade i Catalogue of Life.

## Bildgalleri

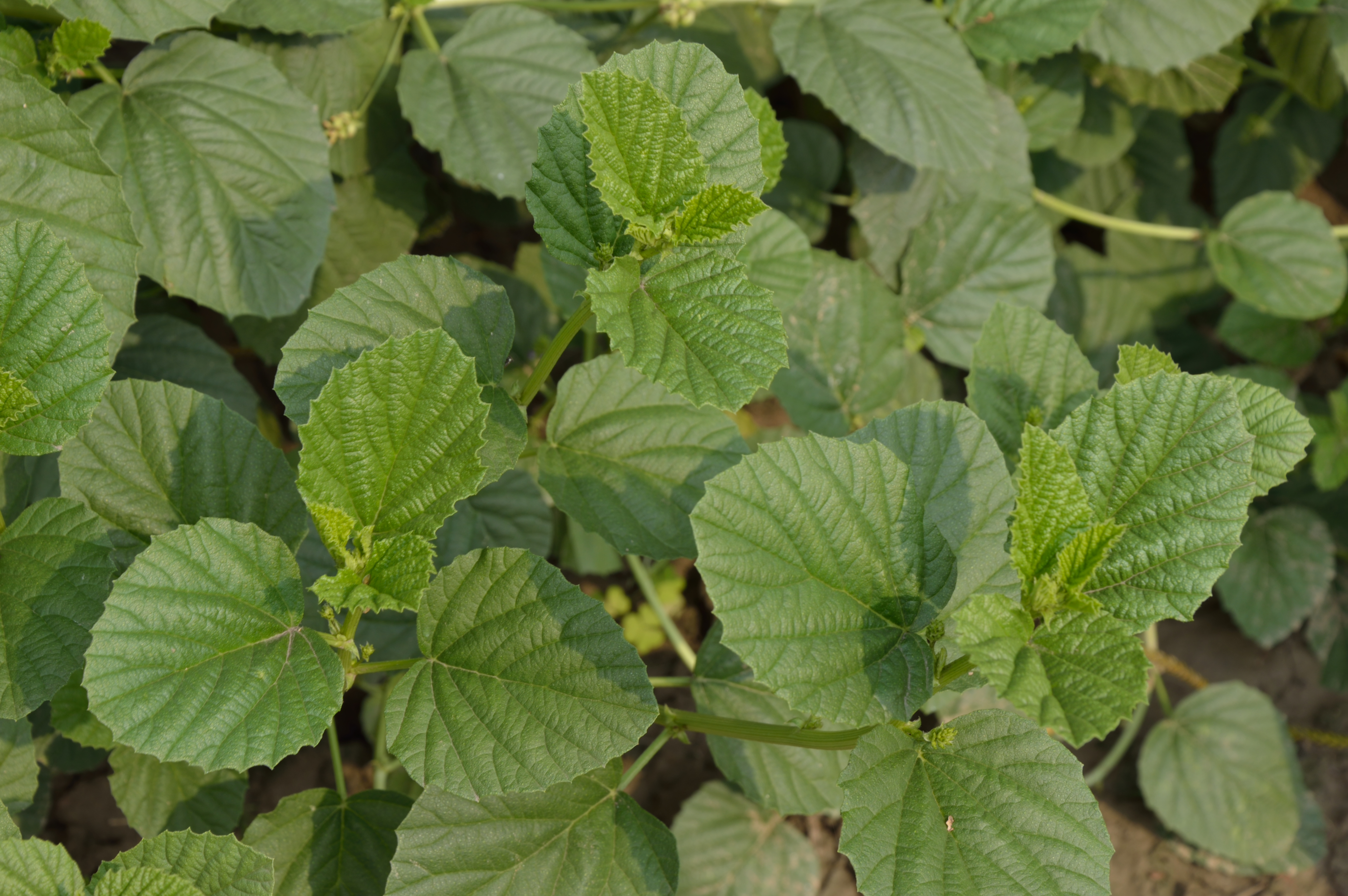
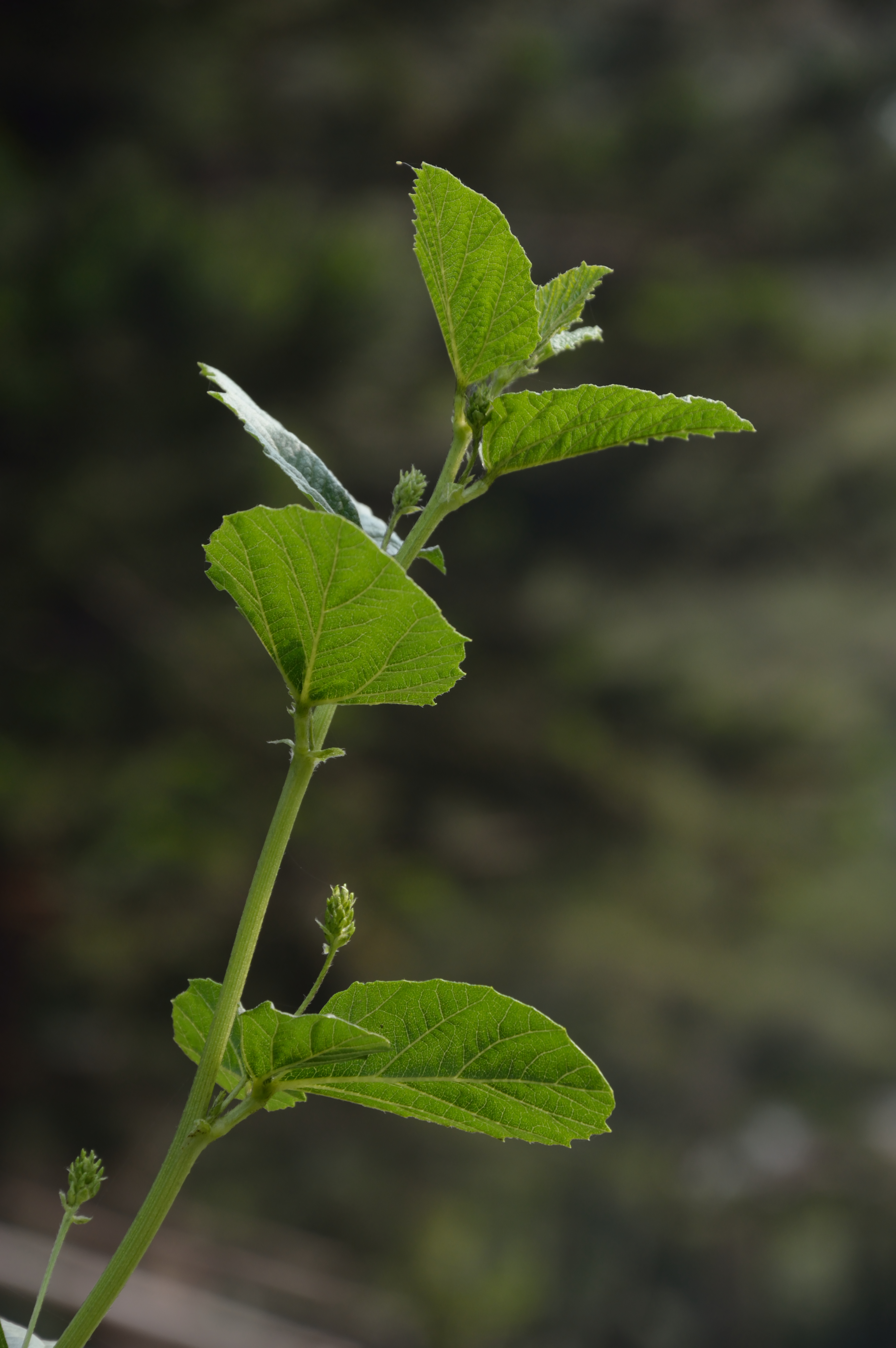